# ジョヴァンニ・バッティスタ・カステッロ
ジョヴァンニ・バッティスタ・カステッロ（Giovanni Battista Castello、1526年 - 1569年6月3日）はイタリアの建築家、画家、装飾彫刻家である。イル・ベルガマスコ（Il Bergamasco）の通称でも知られている。 

## 略歴
イタリア、ベルガモ県のガンディーノかローヴェレで生まれた。家族はロンバルディアのガンディーノの出身である。10年あまりローヴェレで育った後、1541年にベルガモに移り、ポリドーロ・ダ・カラヴァッジオの弟子のアウレリオ・ブッソ（Aurelio Busso）という画家の徒弟になった。
1545年頃、ジェノヴァに移り、ジェノヴァ有数の裕福な商人、 パッラヴィチーノ（Tobia Pallavicino）の支援を受けて数年間ローマで学んだ。ジェノヴァに戻った後、パッラヴィチーノ邸（palazzo Pallavicino）やサン・マルチェッリーノ教会（Chiesa di San Marcellino）などの装飾画を描いた。ジェノヴァの画家、ルカ・カンビアーゾと友人になり、協力して仕事をするようになった。サンティッシマ・アヌンツィアータ教会（Basilica della Santissima Annunziata del Vastato）の装飾画が代表作とされる。
建築家として仕事をするようになり、1550年代に多くの邸宅や宮殿を設計し、ジェノヴァのサン マッテオ教会の再建の仕事もした。
エル・エスコリアル修道院建設の仕事をしていたフアン・バウティスタ・デ・トレードが亡くなった後、1567年にスペイン王フェリペ2世に招かれて、マドリードに移り、 エル・エスコリアル修道院の仕事を引き継いだ。宮廷建築家に任じられたが1569年に亡くなり、仕事はフアン・バウティスタ・デ・トレードに引き継がれた。

## 作品

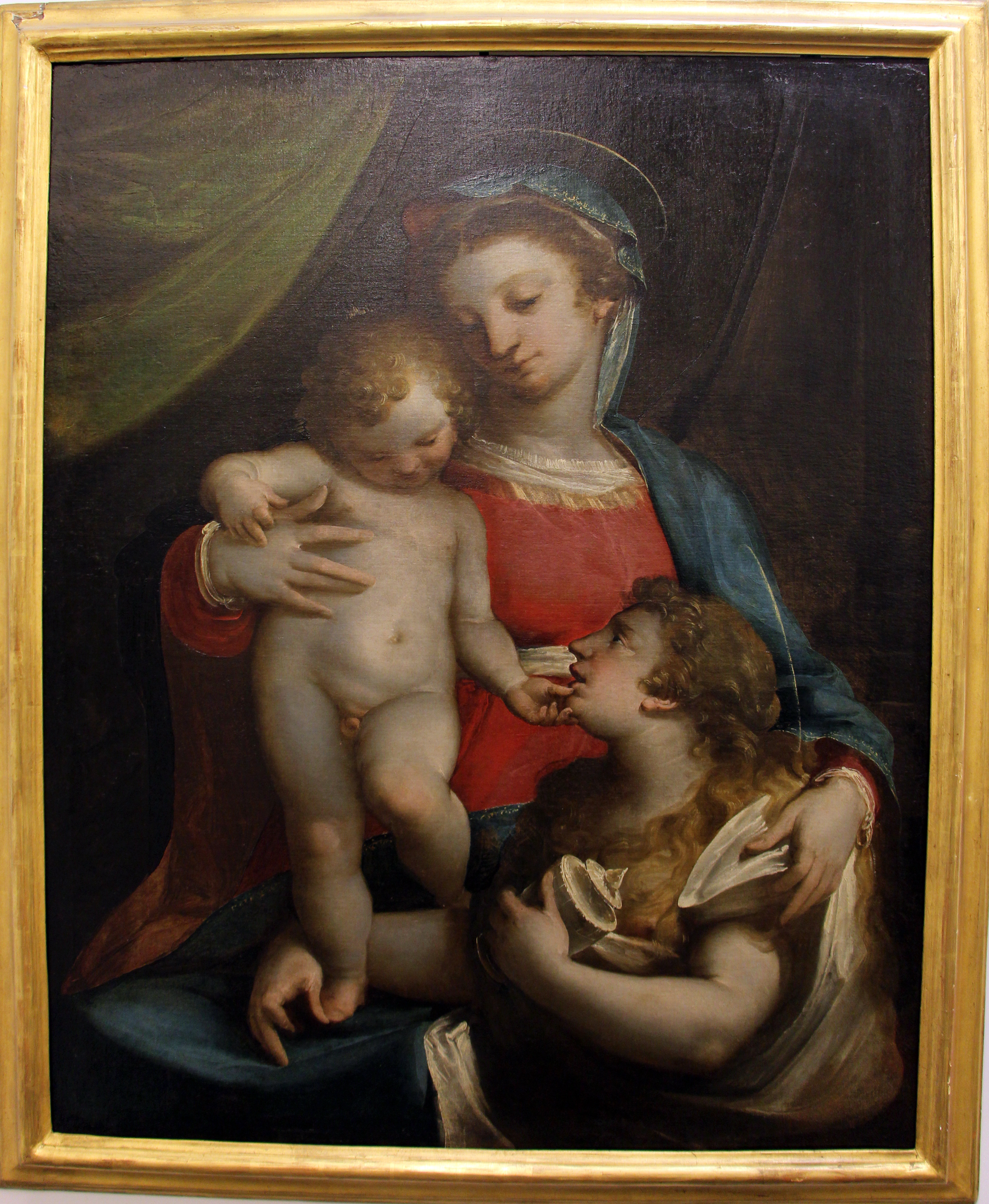
聖母子 Galleria di Palazzo Bianco (Genoa)蔵
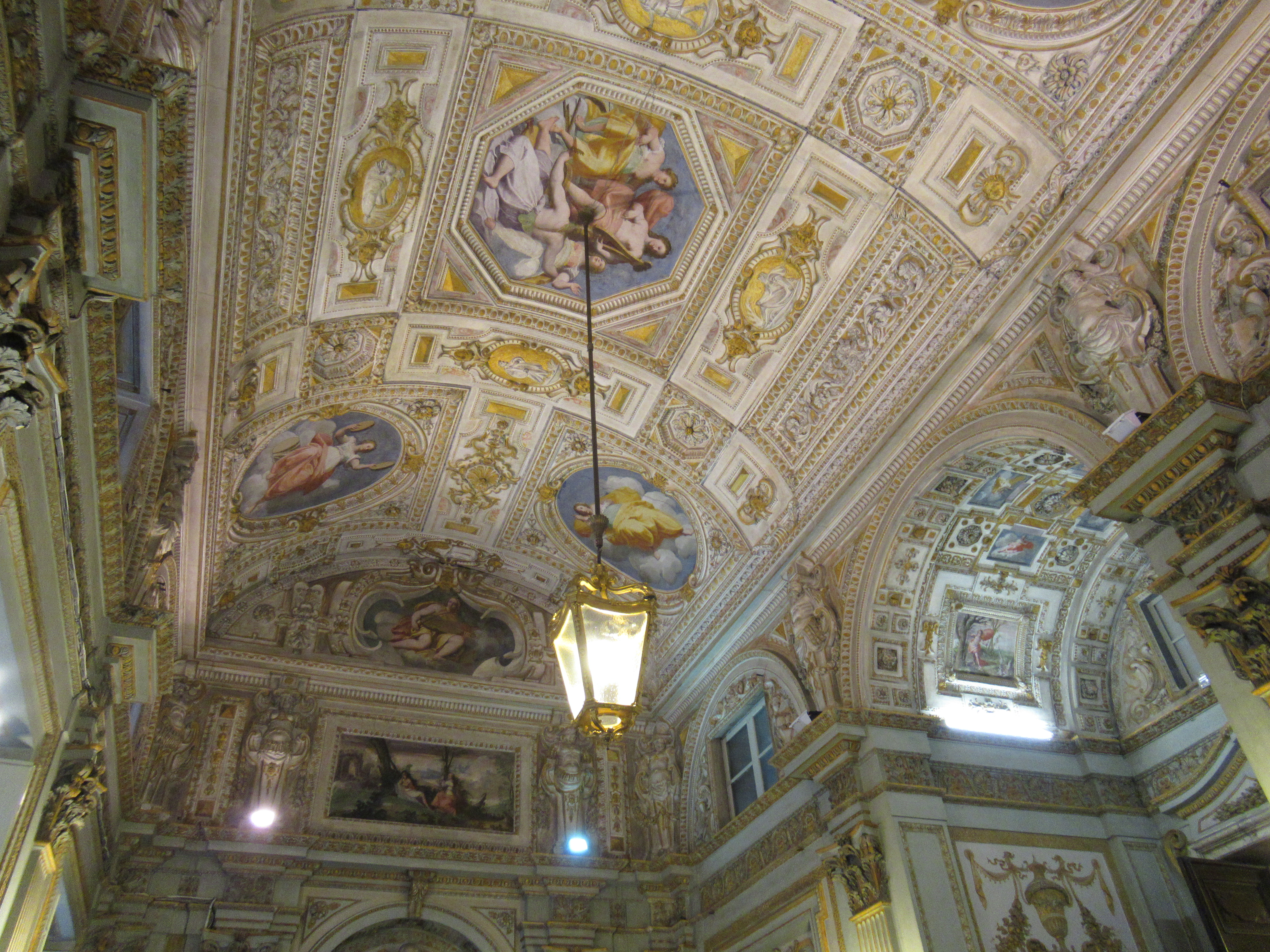
Palazzo Carrega-Cataldiの天井画
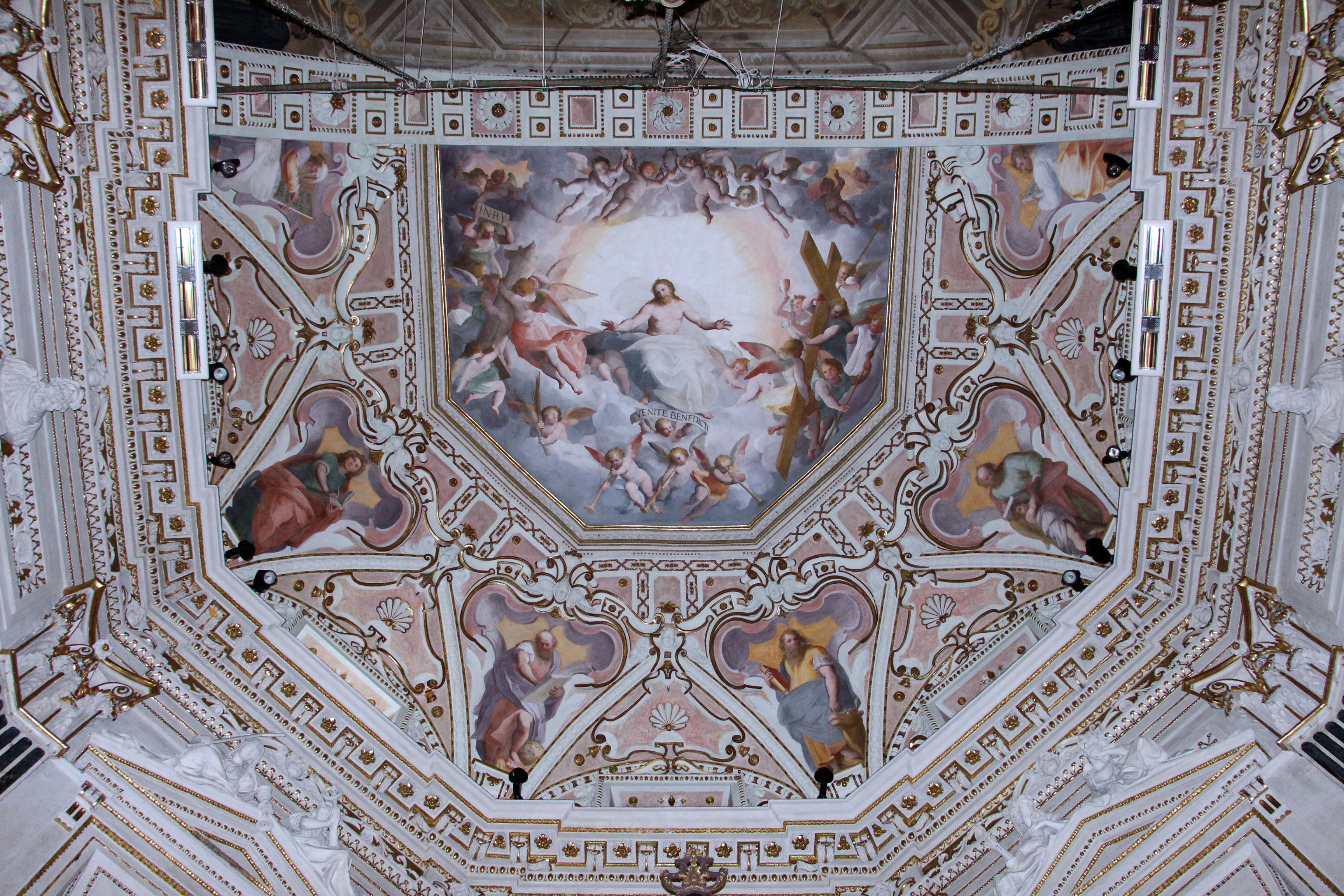
サンティッシマ・アヌンツィアータ教会の装飾画(1963)
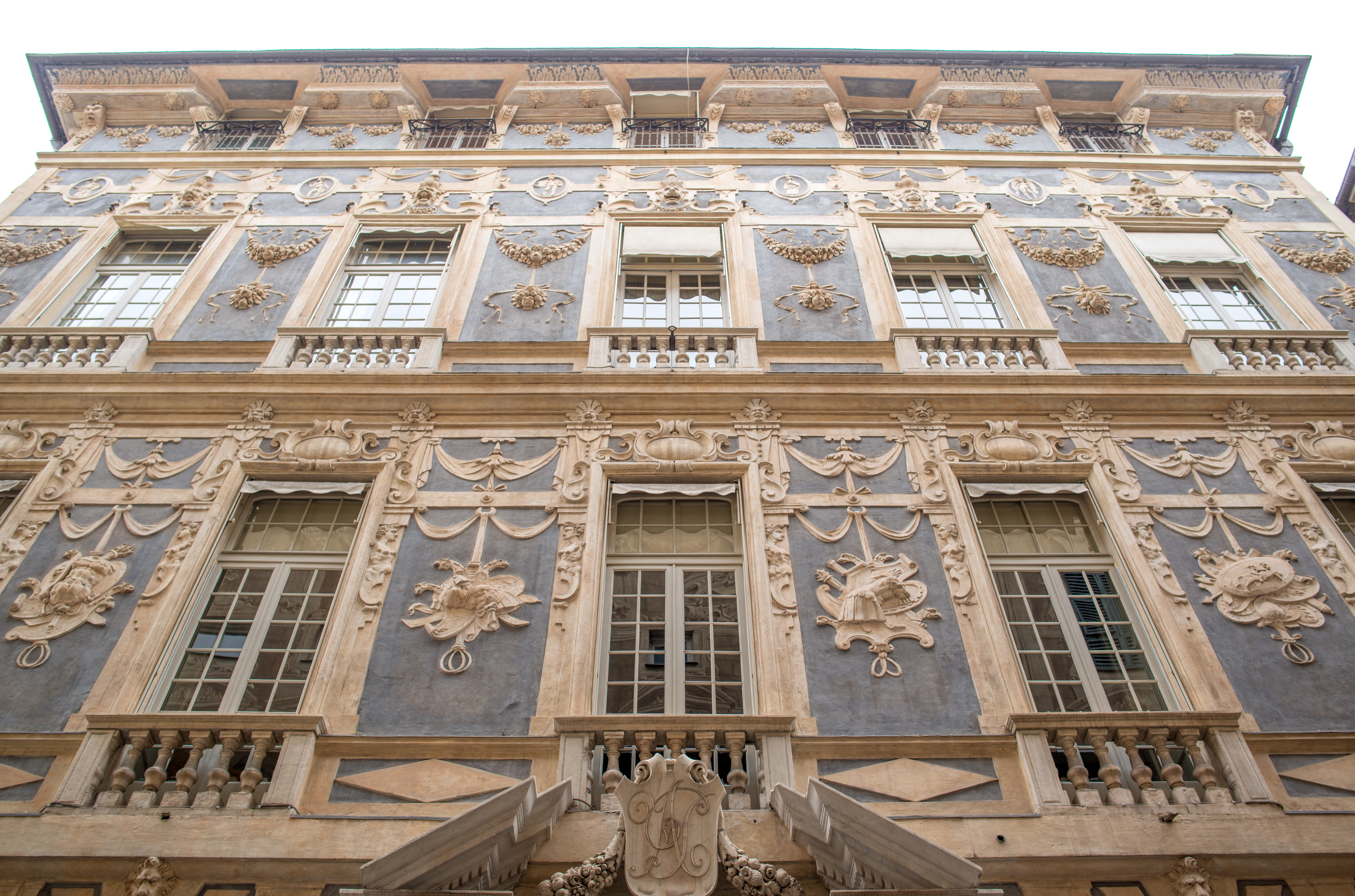
Nicolosio Lomellini Palace